# Sally e i parenti picchiatelli
Sally e i parenti picchiatelli (Sally and Saint Anne) è un film del 1952 diretto da Rudolph Maté.
È un film commedia statunitense con Ann Blyth, Edmund Gwenn e John McIntire.

## Produzione
Il film, diretto da Rudolph Maté su una sceneggiatura di James O'Hanlon e Herb Meadow con il soggetto dello stesso O'Hanlon, fu prodotto da Leonard Goldstein per la Universal International Pictures dal 28 gennaio 1952 al 6 marzo 1952.

## Distribuzione
Il film fu distribuito con il titolo Sally and Saint Anne negli Stati Uniti nel luglio del 1952 al cinema dalla Universal Pictures.
Alcune delle uscite internazionali sono state:
- in Finlandia il 15 maggio 1953 (Ovela isoisä)
- in Portogallo il 19 aprile 1954 (A Casa do Avô)
- in Spagna (La casa del abuelo)
- in Belgio (Sally et sainte Anne)
- in Grecia (Thelo tin eftyhia)
- in Italia (Sally e i parenti picchiatelli)

## Promozione
La tagline è: "People Have More Fun Than Anybody... except the O'Moynes!".